# Fabrizio Pusterla
Fabrizio Pusterla (ur. 2 lub 3 grudnia 1953) – szwajcarski lekkoatleta, sprinter.
W 1970 reprezentował Szwajcarię podczas mistrzostw Europy juniorów (bez zdobyczy medalowych).
Dwukrotny rekordzista kraju:
- 10,2 w biegu na 100 metrów (3 lipca 1970, Zurych)[3]
- 39,9 w sztafecie 4 x 100 metrów (10 lipca 1971, Genewa)[4]

Jego córka – Irène Pusterla także jest lekkoatletką.